# Wilhelm-Foerster-Sternwarte

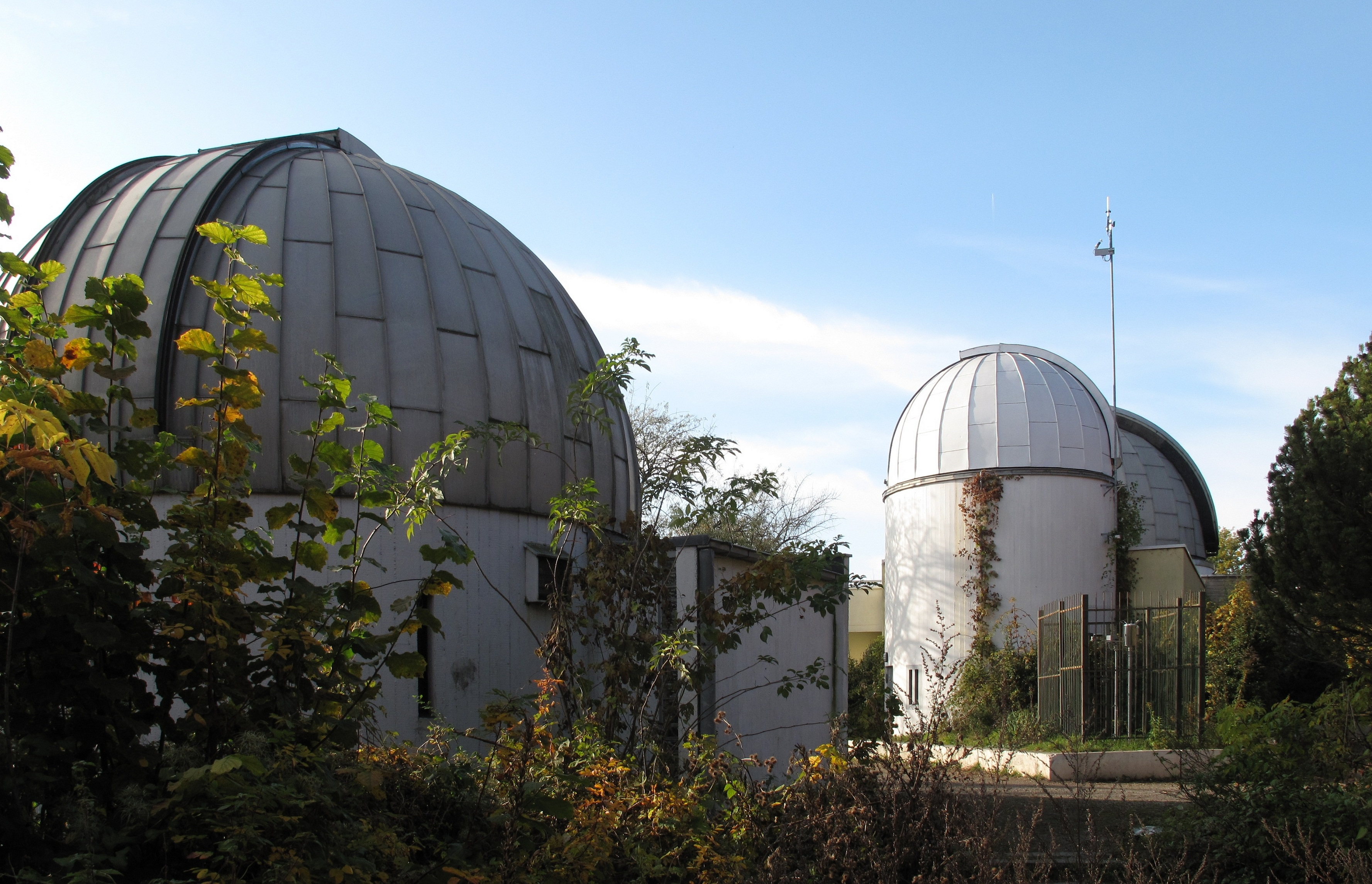
Wilhelm-Foerster-Sternwarte

Die Wilhelm-Foerster-Sternwarte in Berlin ist eine der größten und traditionsreichsten Volkssternwarten Deutschlands und auch für spezielle Teleskope und einige Forschungsthemen bekannt. Die zum Gedenken an den deutschen Astronomen Wilhelm Foerster benannte Einrichtung hat den internationalen Code 544.
Die denkmalgeschützte Anlage befindet sich auf dem Insulaner, einem Trümmerberg im Berliner Ortsteil Schöneberg, Bezirk Tempelhof-Schöneberg. Sie liegt 78,4 m ü. NHN; die geografischen Koordinaten sind 52° 27′ 27″ N, 13° 21′ 5″ O.
Etwas westlich am Fuße des Insulaners (Munsterdamm 90) befindet sich das seit Sommer 2023 umbaubedingt geschlossene Planetarium am Insulaner mit der astronomischen Bibliothek. Alle Einrichtungen gehören zur 2016 gegründeten Stiftung Planetarium Berlin. Seit 1991 steht die Sternwarte unter Denkmalschutz und feierte 2023 ihr 60-jähriges Bestehen. Sie blickt bisher auf mehr als 1,5 Millionen Besucher zurück.

## Die Geschichte der Sternwarte

### Gründung und Aufbaujahre (1947–1970)

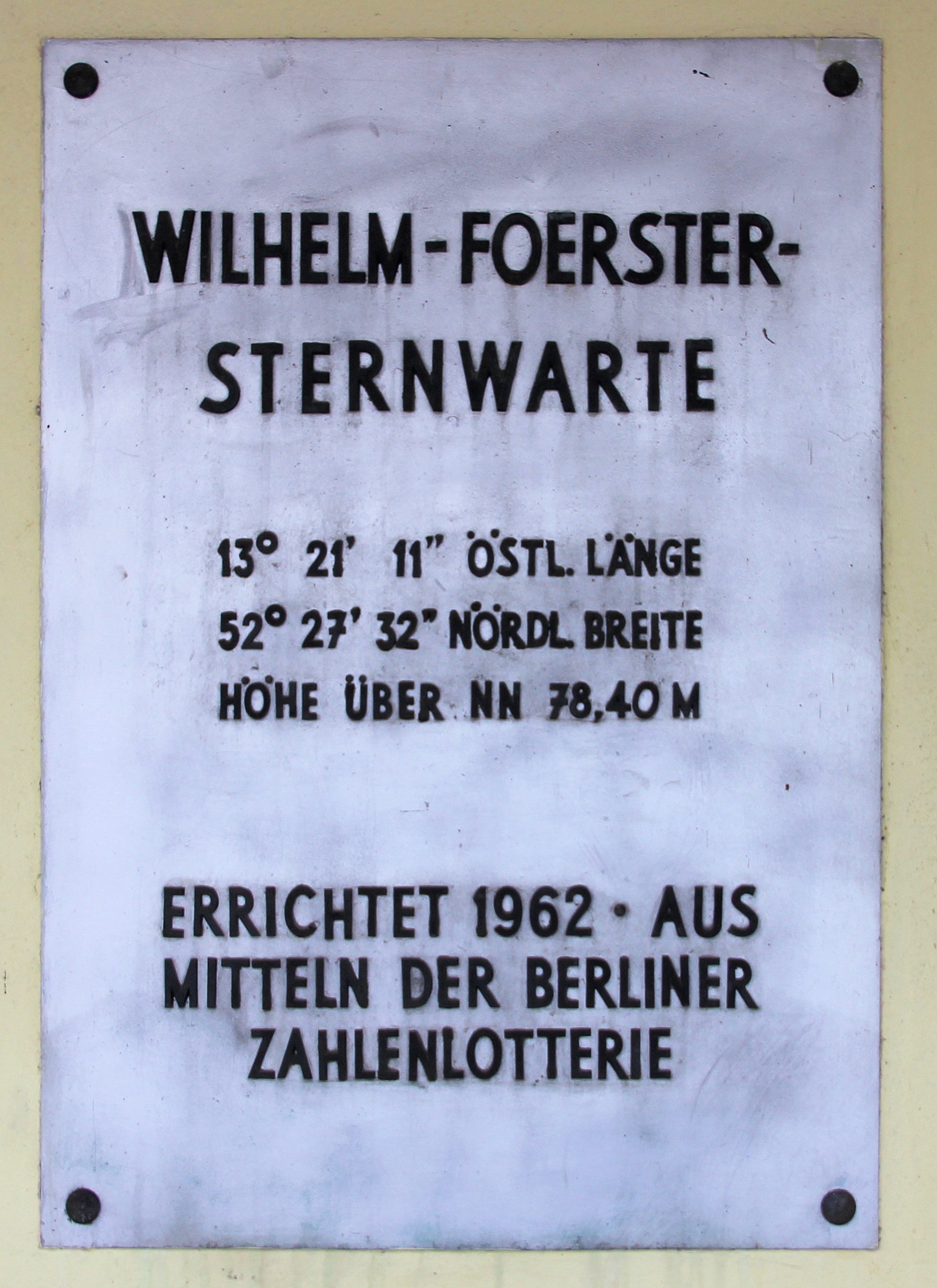
Gedenktafel am Haus Munsterdamm 86, in Berlin-Steglitz

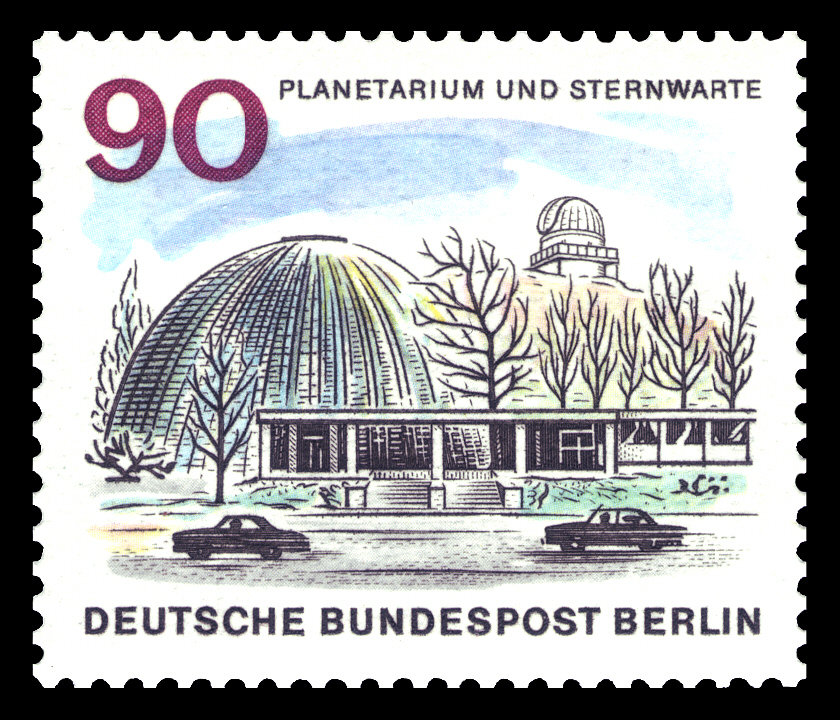
Berliner Sondermarke von 1965

Am 15. Oktober 1947 gründeten Hans Mühle und Hans Rechlin das Wilhelm-Foerster-Institut (Sternwarte Berlin-Süd). Als offizielle Gründung gilt die Erteilung des Gewerbescheins durch die Alliierte Kommandantur. Die Namensgebung Wilhelm-Foerster-Institut geht zurück auf Richard Sommer (1888–1982). Er war ein Schüler von Wilhelm Foerster und langjähriger Leiter des Planetariums am Bahnhof Zoo und der Archenhold-Sternwarte.
Der erste Standort der Sternwarte war das Kasino des ehemaligen Generalkommandos in der Ruine General-Pape-Straße 2 in Schöneberg. Nach dem Abtragen der Trümmer konnte die Halbruine mit einem Vortragsraum für etwa 40 Personen, ein Büro mit Bibliothek, einer Werkstatt, einem Fotolabor und zwei Beobachtungsplattformen ausgestattet werden. Bald wurden die ersten Schulklassen mit Vorträgen und Führungen betreut. Beobachtet wurde mit selbstgebauten 7- und 8-Zoll-Fernrohren.
Im Oktober 1949 wurde die astronomische Arbeitsgemeinschaft der Archenhold-Sternwarte und die Astronomiekurse der Volkshochschule Tempelhof ins Wilhelm-Foerster-Institut verlegt. Im Januar 1951 konnte der beschädigte Bamberg-Refraktor im zerstörten Uraniagebäude in der Invalidenstraße abgebaut und in die General-Pape-Straße gebracht werden.
Am 8. Juni 1953 wurde der jetzige Verein Wilhelm-Foerster-Sternwarte e. V. gegründet. Das Institut wurde dabei in den Verein überführt. Zu den ersten Mitgliedern gehört seit 1954 der spätere Astrophysiker Roland Wielen. 1955 wurde das große Linsenfernrohr, der 12-Zoll-Bamberg-Refraktor dort aufgestellt. Von 1957 bis 1962 war der Astronom Joachim Herrmann wissenschaftlicher Leiter der Sternwarte.
Im November 1961 erfolgte die Grundsteinlegung der neuen Sternwarte auf dem Insulaner. Im Jahr 1962 erfolgte eine Generalüberholung des Fernrohrs durch die Firma Askania in Mariendorf. Am 30. Januar 1963 fand die Eröffnung der Sternwarte in dem neuen Gebäude statt. Der Bamberg-Refraktor steht in der Elf-Meter-Kuppel, in der Fünf-Meter-Kuppel der 6-Zoll-Schreiber-Refraktor und auf der Plattform ein 7-Zoll-Teleskop. Damit war die Sternwarte die größte Volkssternwarte der Bundesrepublik Deutschland.
Nach der Grundsteinlegung des Planetariums am Insulaner am 15. November 1963 erfolgte die Eröffnung am 16. Juni 1965. 1966 bekam der – liebevoll „Bambi“ genannte – Bamberg-Refraktor eine fahrbare Beobachtungstreppe. Die Treppe hat ein Gewicht von 718 kg und kostete 3344 Mark (kaufkraftbereinigt in heutiger Währung: rund 7.900 Euro).
Zwischen 1967 und 1968 wurde der 6-Zoll-Doppelrefraktor mit Zeiss-B-Objektiv komplett neugebaut (frequenzgesteuerter Antrieb – später Umbau auf Schrittmotore).
Seit 1969 beheimatete die Sternwarte die Satellitenwarte der TU Berlin, von der aus unter anderem auch mit dem am 17. Juli 1991 gestarteten TUBSAT-A Funkverbindung aufgenommen werden konnte.

### Ausbau der Sternwarte (1970–1990)
Im Jahr 1971 wurde ein 75-cm-Aluminiumspiegel mit 5780 mm Brennweite von der Sternwarte Mailand als Leihgabe übernommen. 1973 wurde das zerlegbare 75-cm-Spiegelteleskop vollständig aus Aluminium gebaut. Das gesamte Instrument hat ein Gewicht von nur 360 kg und ist transportabel. So kam es unter anderem bei einer Sonnenfinsternis-Exkursion am 30. Juni 1973 nach Mauretanien zum Einsatz.
Ab August 1972 begann auf dem Insulaner der Bau eines separaten Gebäudes mit einer Sieben-Meter-Kuppel. Am 9. November 1973 wurde der 75-cm-Spiegel anlässlich eines Besuchs von Bundespräsident Gustav Heinemann offiziell eingeweiht.
Von 1973 bis 1986 wirkte der Rundfunkjournalist und Raumfahrtexperte Harro Zimmer als Vorstand im Verein. Er gehörte zu dessen Gründungsmitgliedern und beteiligte sich im Rahmen des US-amerikanischen Moonwatch-Programms in leitender Position an den Beobachtungen von Satellitenorbits.
Der Berliner Astronom und Hochschullehrer Fritz Hinderer hielt in den 1980er Jahren mit Hilfe der technischen Einrichtungen des Vereins zahlreiche Praktika für seine Studierenden ab.
Ab 1982 wurde ein Spezial-Sonnenteleskop gebaut. Dieses befindet sich auf dem Dach des Planetariumsanbaus. Es dient der Projektion des Sonnenbildes an die Planetariumskuppel. 1988 wird das Instrument in Betrieb genommen. Wegen erheblicher technischer Mängel ist es mittlerweile nicht mehr in Betrieb.
Der Astrophysiker Erwin Sedlmayr war Mitglied im Beirat des Vorstands der Wilhelm-Foerster-Sternwarte, zu deren Ehrenmitglied er später ernannt wurde. Seit den 1980er Jahren wurden zahlreiche seiner Studierenden an den technischen Einrichtungen des Planetariums und der Sternwarte ausgebildet.
Bei einem Brand am 10. Mai 1988 wurde das Kupferdach und die Bestuhlung der Planetariumskuppel zerstört. Die technische Einrichtung konnte in Sicherheit gebracht werden. Im November 1988 wurden die Reparaturarbeiten der Brandschäden abgeschlossen.
Am 15. Dezember 1990 fand die Übergabe des Ritchey-Chrétien-Teleskops (RCT) statt. Im September 1996 begann eine Generalüberholung des Bamberg-Refraktors durch die Firma 4H-Jena-Engineering. Die Wiedereinweihung des restaurierten Refraktors erfolgte am 30. August 1997. Ein Kabelbrand vernichtete am 18. August 1996 die Bildverarbeitungsanlage in der Spiegelkuppel der Sternwarte.

### Entwicklung seit 1991
Seit 1991 steht die Wilhelm-Foerster-Sternwarte unter Denkmalschutz. Der Mathematiker und Astronom Wilfried Tost war von 1994 bis 2000 zweiter Vorsitzender des Vereins und 2006 übernahm er von Adolf Voigt die Leitung der Arbeitsgemeinschaft Berliner Mondbeobachter. 1996 wurde dem Raumfahrt-Journalisten Harro Zimmer die Ehrenmitgliedschaft des Vereins verliehen.
Seit dem 1. Juli 2016 gehört die Sternwarte zur Stiftung Planetarium Berlin. Der Verein „Wilhelm-Foerster-Sternwarte e. V.“ übernimmt weiterhin verschiedene Aufgaben und soll die Astronomie in Berlin pflegen und fördern.
Am 30. Januar 2023 feierte die Wilhelm-Foerster-Sternwarte ihr 60-jähriges Bestehen. Sie blickt mittlerweile auf mehr als 1,5 Millionen Besucher zurück. Zu Ehren des 60. Geburtstags fand am 1. Februar 2023 eine Jubiläumsveranstaltung mit Vorträgen zur Vergangenheit und Zukunft der Wilhelm-Foerster-Sternwarte statt. Im Jahr 2025 wurde anlässlich des 90. Geburtstags des Ehrenmitglieds Harro Zimmer die einmal im Jahr im Rahmen der Vortragsreihe des Vereins stattfindende „Harro Zimmer Space Lecture“ ins Leben gerufen.

## Technische Ausstattung
Viele der technischen Errungenschaften konnten auch durch die Unterstützung aus Lottomitteln gekauft bzw. repariert werden, die neben der Förderung durch das Land Berlin sowie den Einnahmen aus Mitgliedsbeiträgen und Besuchergeldern einen wichtigen Teil der Finanzierung ausmacht.

### Der Bamberg-Refraktor

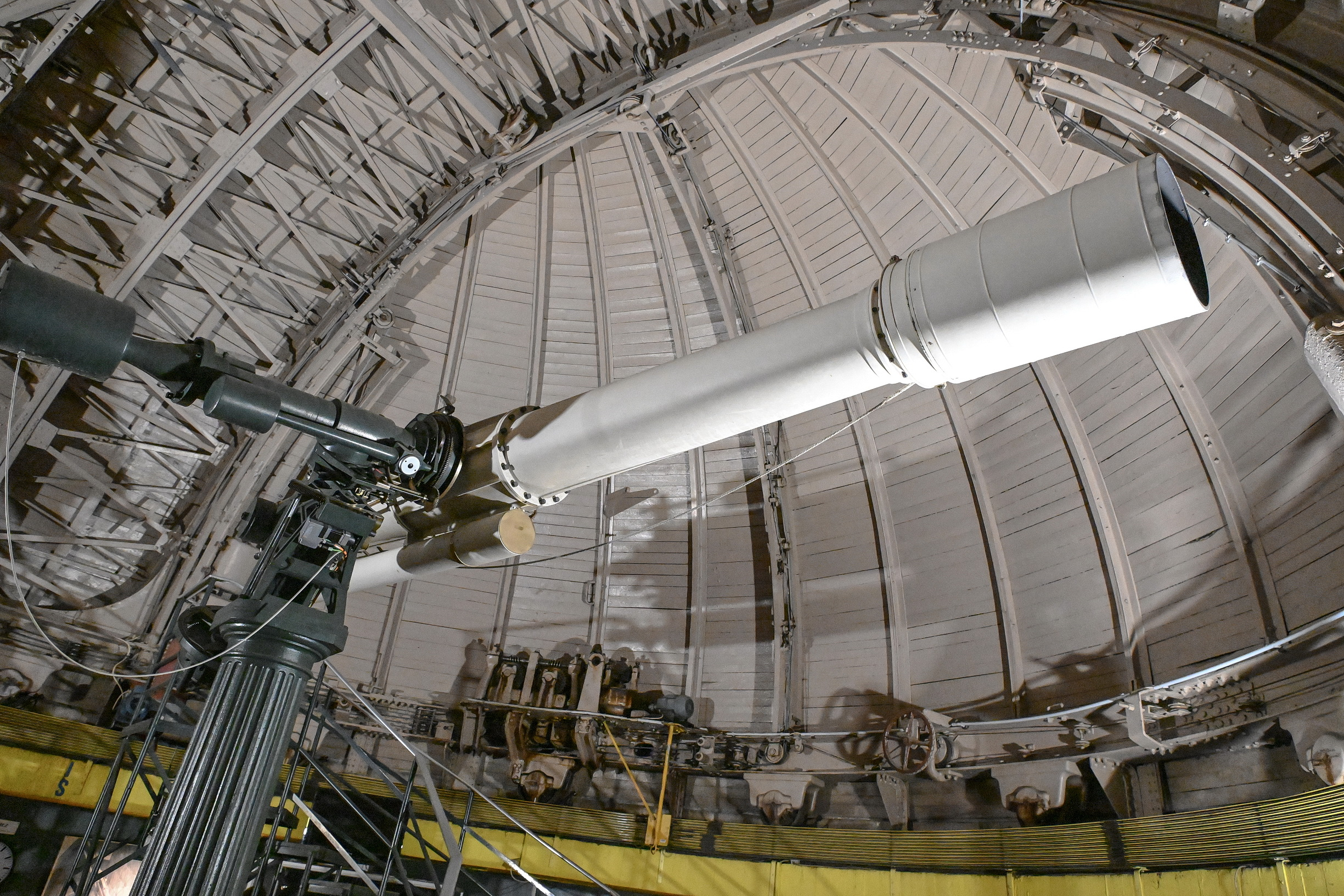
Bamberg-Refraktor, 2024

Das Hauptinstrument der Wilhelm-Foerster-Sternwarte ist der sogenannte Bamberg-Refraktor, ein 12-Zoll-Linsenfernrohr mit einer Brennweite von fünf Metern. Es wurde 1889 von der Firma Carl Bamberg in Friedenau für die Berliner Urania gebaut. Mit seiner Öffnung von 314 mm und einer Brennweite von 5000 mm war es zu dieser Zeit das größte Teleskop in Preußen. Das komplette Fernrohr mit seiner Montierung hat ein Gewicht von 4,5 Tonnen, kann aber dennoch leicht mit einer Hand bewegt werden. Nach dem Zweiten Weltkrieg wurde das Instrument zunächst in der General-Pape-Straße aufgestellt, bevor es 1963 in der 11-Meter-Kuppel der Sternwarte auf dem Insulaner untergebracht wurde. Bei den öffentlichen Führungen wird je nach Bedarf mit 70- bis 700-fachen Vergrößerungen gearbeitet.
Mit ihm wurden auch die Aufnahmen für den Berliner Mond-Atlas gewonnen.

### Der 6-Zoll-Doppelrefraktor
Der 6-Zoll-Doppelrefraktor (Linsendurchmesser ca. 15,25 cm) befindet sich in der mit fünf Metern Durchmesser kleinsten Kuppel der Wilhelm-Foerster-Sternwarte. Dieses Fernrohr, mit einer Brennweite von 2,25 m, dient ausschließlich Amateurbeobachtungen. Bemerkenswert ist die Optik in einem der Teleskope, die mit einem dreilinsigen, apochromaten Zeiss-B-Objektiv eine herausragende Abbildungsqualität und Bildschärfe besitzt. Das zweite Teleskop des Doppelrefraktors ist mit einem 15-cm-Objektiv von Wolfgang Busch mit 2,3 m Brennweite ausgestattet. Daneben ist ein weiteres Refraktorteleskop montiert: ein 12 cm Refraktor mit 1,82 m Brennweite zur Sonnenbeobachtung im Licht der H-Alpha Wasserstofflinie, der mit einem Halle-Lyot Filter ausgerüstet ist.

### Das Zeiss RC-Spiegelteleskop
Die 7-Meter-Kuppel der Sternwarte beherbergt ein 1976 angeschafftes Zeiss RC-Spiegelteleskop (Ritchey-Chrétien-Teleskop). Es verfügt über eine freie Öffnung von 700 mm und einer variablen Brennweite von 5600 mm. Dieses Zeiss-Instrument ist rechnergesteuert und ist das lichtstärkste Teleskop in Berlin. Seit Juli 2020 ist das Instrument nicht in Betrieb, da in den Werkstätten von Carl Zeiss durch die Firma 4H Jena-Engineering eine umfassende Instandsetzung durchgeführt wird.

## Veranstaltungen und Besuch der Sternwarte
Für das Publikum werden im regulären Führungsbetrieb Beobachtungen für alle Altersgruppen angeboten, beginnend mit Führungen für Kindergarten- oder Schulgruppen, gerne auch im Anschluss an Besuche des Planetariums am Insulaner.
Mit dem großen Fernrohr, dem Bamberg-Refraktor, können mit eigenen Augen Objekte am Himmel beobachtet werden. Was gezeigt werden kann, variiert je nach Tageszeit und Beobachtbarkeit der Himmelskörper. Bei bedecktem Himmel wird ein Objekt in der Stadt gezeigt, um die Vergrößerungsmöglichkeiten – bis um das 700-fache – des Fernrohrs zu verdeutlichen.
Am Taghimmel können beispielsweise der zunehmende Mond, helle Fixsterne oder der Planet Venus beobachtet werden, genauso wie die Sonne. Hier wird das Sonnenbild auf einen hinter dem Fernrohr angebrachten Schirm projiziert, denn ein direkter Blick in die Sonne mit dem Fernrohr ist sehr gefährlich.
Beginnt die Führung in der Dämmerung, können die hellsten Objekte gesehen werden: Je nach Sichtbarkeit können der zunehmende Mond oder Vollmond, helle Planeten wie Merkur, Venus, Mars, Jupiter und Saturn sowie Fixsterne beobachtet werden. Mit zunehmender Dunkelheit kommen, wenn es die Himmelshelligkeit erlaubt, dann auch lichtschwächere Objekte hinzu.
Am dunklen Nachthimmel sind dann beispielsweise Doppelsterne (die mit dem bloßen Auge wie nur ein Stern wirken) sowie Sternhaufen, die sogenannten Planetarischen Nebel, oder die hellsten Galaxien beliebte Beobachtungsobjekte.
Zu besonderen astronomischen Ereignissen wie Finsternissen oder Planetentransiten gibt es auch Gelegenheit, die Sternwarte zu nutzen. So konnte im Jahr 2003 der Merkurtransit, 2004 der Venustransit, 2019 die partielle Mondfinsternis oder 2023 der grüne Komet beobachtet werden.
Im Seminarraum werden auch Kurse für Anfänger, Fortgeschrittene und an speziellen Astronomiebereichen wie der Relativitätstheorie Interessierte angeboten.
Die Tätigkeiten im Rahmen der verschiedenen Arbeitsgruppen umfassen weite Teile der Astronomie.

## WFS-Preis
Der WFS-Preis ist eine Auszeichnung der Wilhelm-Foerster-Sternwarte (WFS) für vorbildliche Leistungen bei amateurastronomischen Tätigkeiten und in der astronomischen Volksbildung.
Er wurde bisher viermal verliehen:
- 1989 an Adolf Voigt und Hans Giebler für die Erstellung des Berliner Mondatlas.
- 1990 an Martin Mayer, den Gründer und Leiter der Sternwarte Violau, für seine Arbeit auf dem Gebiet der astronomischen Volksbildung.
- 1995 an Wolfgang Lille aus Stade für seine hervorragenden Sonnenbeobachtungen.
- 1997 an Ludwig Meier von Carl Zeiss Jena für die einzigartige Lebensleistung in der astronomischen Volksbildung.